# Rodrigo Reyes
Rodrigo Reyes (Guadalajara, Jalisco; 7 de febrero de 2001) es un futbolista mexicano, juega como Defensa y su equipo actual es el Cancún F. C. de la Liga de Expansión MX.

## Inicios
Empezó jugando en 2014 en las fuerzas básicas del Club Deportivo Guadalajara, pasando por todas las categorías inferiores y saliendo a la banca del primer equipo en copa, sin participación.

### Valour Football Club
En 2021 se fue prestado 6 meses al Valour FC.

### Club Deportivo Tapatío
Debutó en Liga de Expansión con el Club Deportivo Tapatío el 15 de marzo de 2022, siendo titular en una derrota por 1-0 de su equipo ante Cancún FC. Su primer gol fue el 14 de septiembre del mismo año en un empate a 1 ante Cimarrones de Sonora.

### Cancún Fútbol Club
Para el Apertura 2023 llega al Cancún FC.

## Palmarés

### Títulos nacionales
| Título                                   | Club    | País   | Año  |
| ---------------------------------------- | ------- | ------ | ---- |
| Liga de Expansión MX                     | Tapatío | México | 2023 |
| Campeón de Campeones (Liga de Expansión) | Tapatío | México | 2023 |
| Liga de Expansión MX                     | Cancún  | México | 2023 |
| Campeón de Campeones (Liga de Expansión) | Cancún  | México | 2024 |